# Europoort

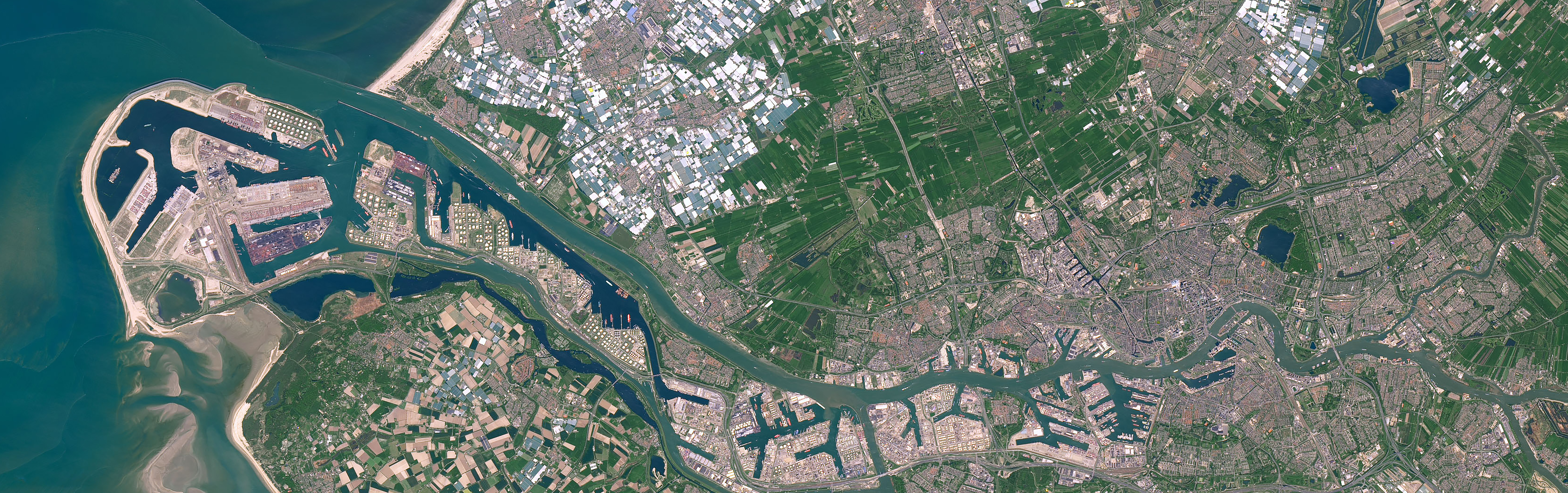
Satellitenfoto Europoort

Der Europoort ist ein rund 3.700 Hektar großes Hafen- und Industriegebiet und bildet einen externen Teil des Rotterdamer Hafens. Zusammen mit dem Botlek, einem Gebiet mit ähnlicher Nutzung weiter östlich, ist der Europoort der größte Hafen für Petrochemie weltweit. Der Rotterdamer Hafen selbst war bis 2004 der größte Seehafen der Welt und ist seither der mit Abstand größte Europas.

## Lage
Der Europoort ist der äußerste, direkt an der Nordsee gelegene Teil des Rotterdamer Hafens und wird im Norden durch den Calandkanal und im Süden durch den Hartelkanal begrenzt. Verkehrsanschluss besteht im Osten über die Calandbrug (N15) und den Thomassentunnel (A15) sowie im Süden über die Suurhoffbrug (A15) und die Harmsenbrug (N57).

## Geschichte
Der Europoort wurde zwischen 1958 und 1964 angelegt, indem man die Insel Rozenburg großenteils abgrub. Neben dem 400-Einwohner-Dorf Blankenburg und zahlreichen Bauernhöfen musste hierfür auch das Vogelschutzreservat De Beer weichen.

## Kanäle und Häfen im Europoort
- Für Tanker und Erzschiffe (Eurogeul mit 23 m Fahrwassertiefe)
  - Calandkanal
  - Beerkanal
  - Vierter Petroleumhafen
  - Fünfter Petroleumhafen
  - Sechster Petroleumhafen
  - Siebenter Petroleumhafen
  - Achter Petroleumhafen

- Für RoRo-Schiffe
  - Beneluxhafen
  - Brittanniëhafen

- Für die Binnenschifffahrt
  - Dintelhafen
  - Hartelkanal